# Oka-Don-Ebene
Die Oka-Don-Ebene (russisch О́кско-Донска́я равни́на/Oksko-Donskaja rawnina) ist eine Landschaft in Zentralrussland und Teil der Osteuropäischen Ebene.
Die Ebene erstreckt sich von der Wasserscheide zwischen dem Einzugsbereich der Oka (Flusssystem der Wolga, Becken des Kaspischen Meeres) und dem Don (Becken des Asowschen Meeres/Atlantiks) in nördlicher Richtung bis zur Oka, wo sie in die Meschtschoraniederung übergeht, und in südlicher Richtung bis zu den Kalatscher Höhen. Westlich wird die Ebene von der Mittelrussischen Platte begrenzt, östlich von der Wolgaplatte. Der zentrale Teil der Oka-Don-Ebene wird auch Tambower Ebene genannt.
Die Ebene hat ein flachwelliges Relief in Höhen zwischen 150 und 180 Metern über dem Meeresspiegel, unterbrochen von weiten, terrassierten Flusstälern, lokal auch engen Schluchten (Balki) und Senken, sogenannten „Steppenpfannen“.
Die größten Flüsse im Nordteil sind die rechten Oka-Nebenflüsse Ossjotr, Pronja sowie der Unterlauf der Mokscha mit ihren Nebenflüssen Zna und Wad. In Südteil sind es neben dem Don seine linken Nebenflüsse Woronesch und Bitjug sowie Ober- und Mittellauf des Chopjor am Übergang zur Wolgaplatte.
Die Oka-Don-Ebene stellt eine stark erodierte eiszeitliche Moränenlandschaft dar, welche in den Flusstälern von Sanden, in den höher gelegenen Gebieten von Lössablagerungen überdeckt ist. Es überwiegen Schwarzerde- und Graue Waldböden. Die natürliche Vegetation stellt eine Waldsteppe dar, die wegen der oft fruchtbaren Böden jedoch vielerorts stark zurückgedrängt wurde. Die Oka-Don-Ebene gehört zu den wichtigen Landwirtschaftsgebieten des europäischen Russlands.
Die größten Städte in der Oka-Don-Ebene sind Lipezk, Tambow und Mitschurinsk im zentralen Teil sowie Borissoglebsk im Südosten. Am Westrand der Ebene liegt Woronesch.